# ساعت‌های آرامش

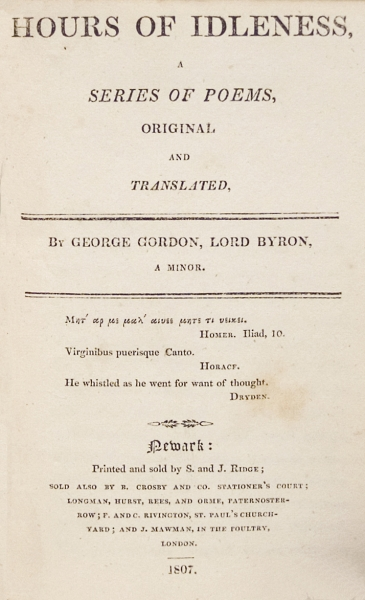
جلد کتاب ساعت های آرامش

ساعت‌های آرامش (به انگلیسی: Hours of Idleness) نام یک کتاب ادبی است که در سال ۱۸۰۷ توسط لرد بایرون، نویسندهٔ اهل انگلستان نوشته شده‌است.